# Lucia Valerio
Lucia Valerio (ur. 28 lutego 1905 w Mediolanie, zm. 26 września 1996 tamże) – włoska tenisistka.
Była jedną z najwybitniejszych włoskich tenisistek, odnoszącą sukcesy zarówno w grze pojedynczej, jak i podwójnej. Występowała na kortach Wimbledonu w latach 1928–1938. W 1933 roku osiągnęła ćwierćfinał singla, natomiast dwa lata później awansowała do ćwierćfinału miksta. Ćwierćfinały w rozgrywkach singlowych zanotowała również podczas French Championships w latach 1931 i 1934.